# Isabella Poyntz, Hầu tước phu nhân xứ Exeter
Isabella Poyntz (6 tháng 3 năm 1803 – 6 tháng 3 năm 1879), là Hầu tước phu nhân xứ Exeter với tư cách là vợ của Brownlow Cecil, Hầu tước thứ 2 xứ Exeter.

## Thân thế
Isabella Poyntz là con gái của William Stephen Poyntz, một nghị sĩ thuộc Đảng Tự do, và Elizabeth Mary Browne. Isabella có hai người chị gái, một là Elizabeth Georgina Poyntz, kết hôn với Frederick Spencer, Bá tước Spencer thứ 4. Một người chị khác là Frances Selina Isabella Poyntz, kết hôn với Robert Cotton St. John Trefusis, Nam tước Clinton thứ 18. Sau khi ngài Nam tước qua đời, Frances tái hôn với Ngài nghị sĩ Horace Seymour. Isabella còn có hai người anh nhưng họ bị chết đuối trong một vụ tai nạn chèo thuyền năm 1815.
Gia đình Poyntz sở hữu những căn nhà ở Midgham House ở Berkshire và Cowdray Park ở West Sussex.

## Hôn nhân và con cái
Ngày 12 tháng 5 năm 1824, Isabella kết hôn với Brownlow Cecil, Hầu tước thứ 2 xứ Exeter. Hai vợ chồng có sáu người con:
- Mary Frances Cecil (mất năm 1917), kết hôn với Dudley Francis Stuart Ryder, Bá tước thứ 3 xứ Harrowby và không có hậu duệ.
- William Alleyne Cecil, Hầu tước thứ 3 xứ Exeter (1825-1895).
- Brownlow Thomas Montagu Cecil (1827-1905)
- Edward Cecil (1834-1862).
- Adelbert Percy Cecil (1841–1889), là một thành viên của  Giáo hội Plymouth Brethren và qua đời mà không lập gia đình ở Canada.[5]
- Victoria Cecil (1843-1932), kết hôn với William Charles Evans-Freke, Nam tước Carbery thứ 8 và có hậu duệ.

Năm 1867, chồng của Isabella qua đời. Isabella qua đời vào năm 1879, thọ 76 tuổi và được chôn cất cùng chồng trong nhà nguyện của gia đình Cecil tại Nhà thờ Thánh Martin, Stamford.